# Eumenes cubensis
Eumenes cubensis är en stekelart som beskrevs av Cresson 1865. Eumenes cubensis ingår i släktet krukmakargetingar, och familjen Eumenidae. Inga underarter finns listade i Catalogue of Life.